# Könyvtár

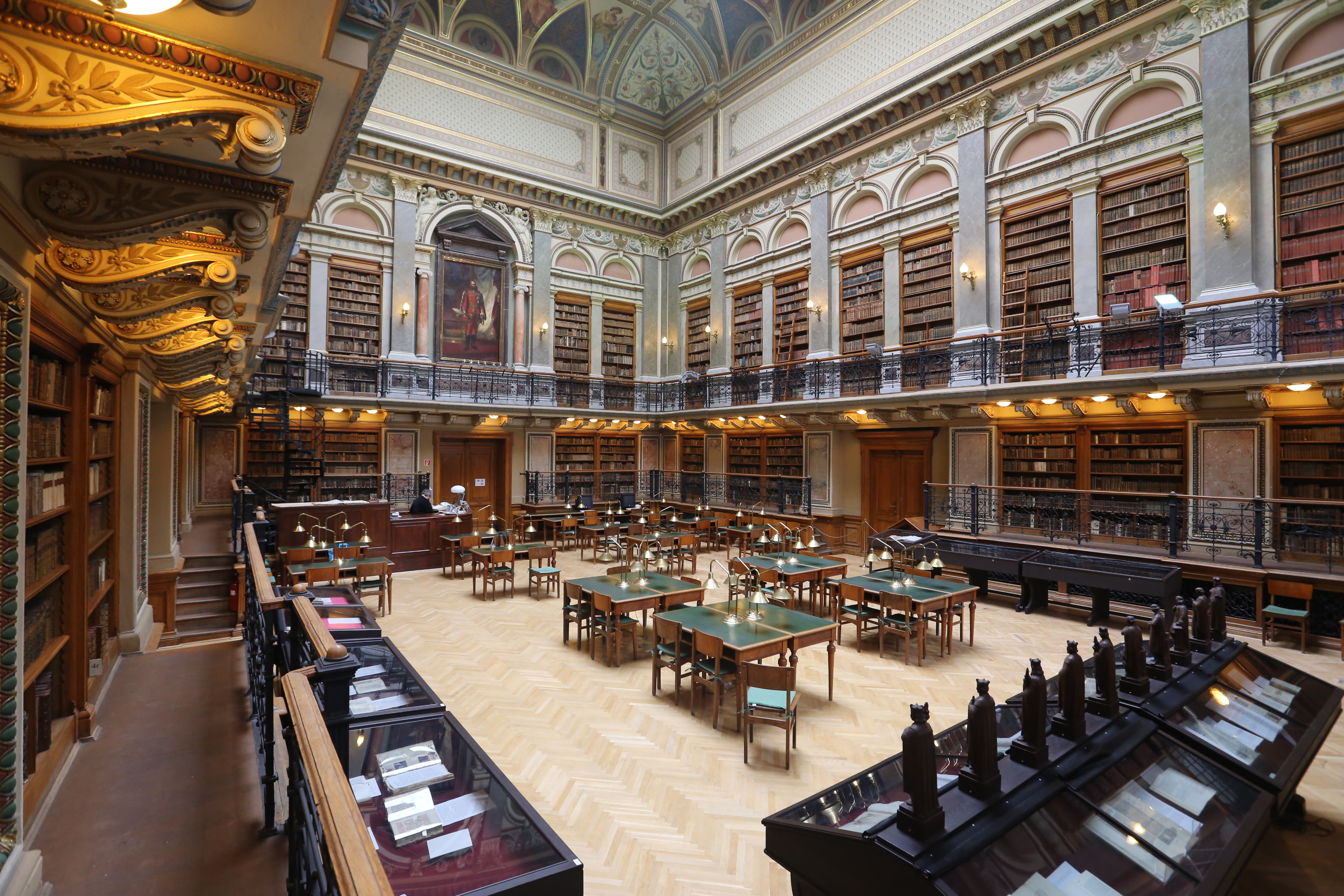
Egyetemi Könyvtár terme, Budapest V. kerület, Ferenciek tere 6.

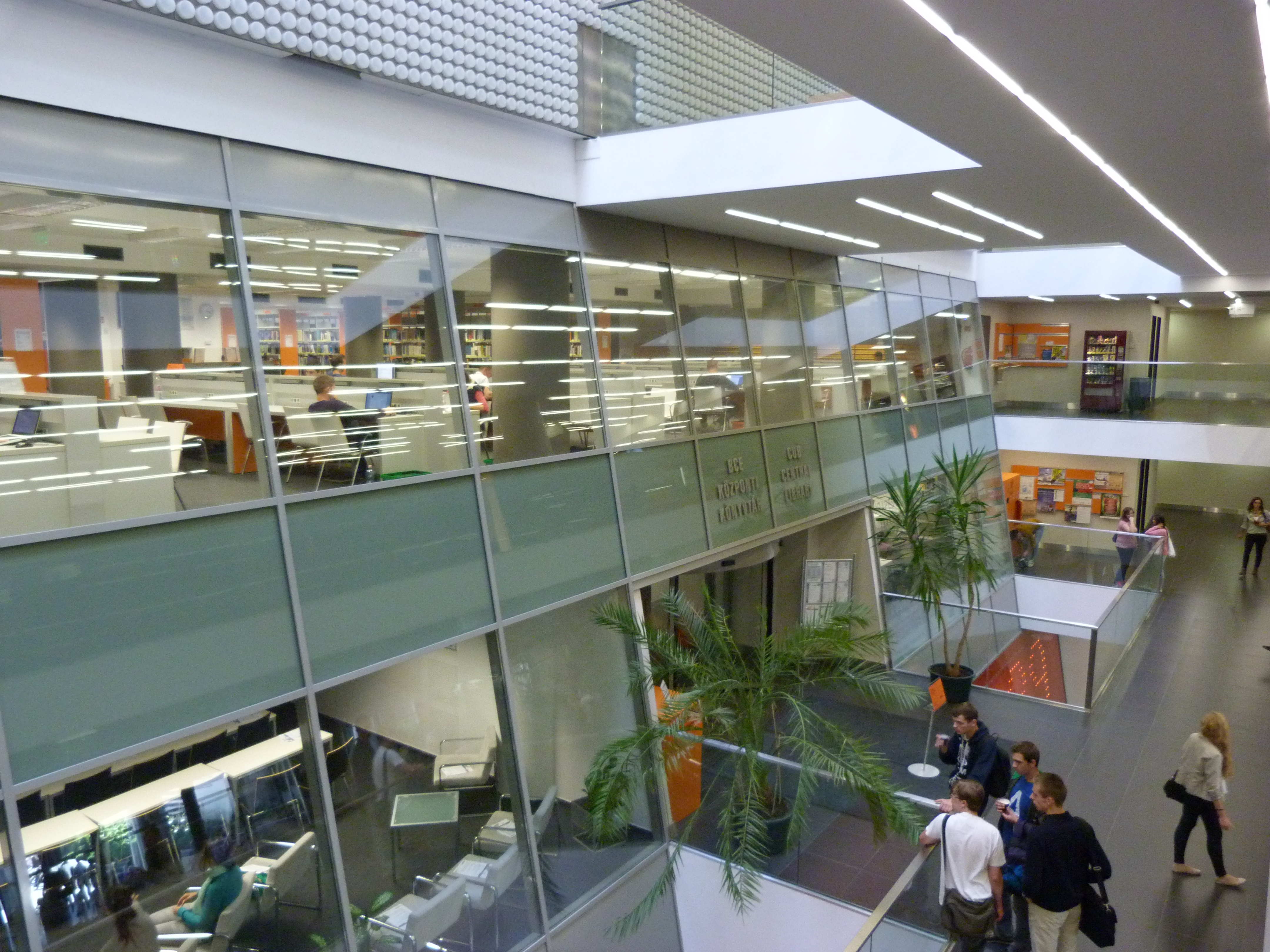
A Corvinus Egyetem Könyvtára

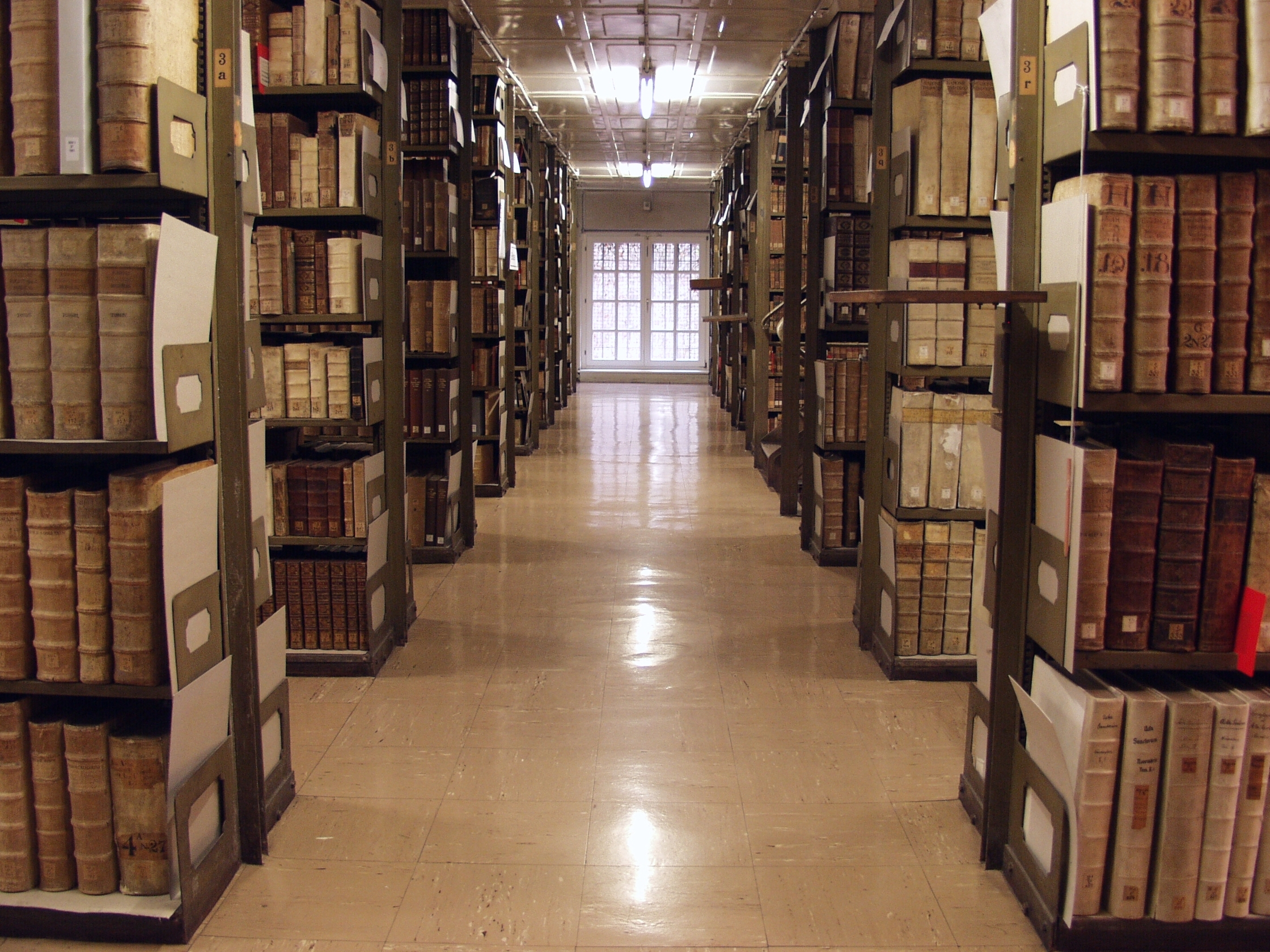

Könyvtárnak nevezik a bármiféle adathordozón rögzített dokumentumok tárolására kialakított helyet, épületet, és az e dokumentumok gondozására, feltárására hivatott intézményt. A tárolt információhordozókat rendszer (katalógus, regisztráció, magyarul jegyzék) szerint rendszerezik, archiválják és az olvasók számára hozzáférhetővé teszik.

## A szó eredete
A magyar könyvtár szó a görög bibliothéka tükörfordítása. Míg korábban minden könyvgyűjteményt, akár egy otthoni könyvespolcot is könyvtárnak neveztek, manapság inkább a nagy mennyiségű könyvet tároló intézmények könyvgyűjteményeit nevezzük könyvtárnak.

## A könyvtárak története
Az alexandriai könyvtár volt az ókor legnagyobb könyvtára. I. Ptolemaiosz alapította i. e. 300 körül. Virágkorában állítólag több mint 700 000 könyvet (tekercset) tartottak itt, és itt készült az Ószövetség görög fordítása, a Septuaginta is (később egészen az újkori filológia koráig ebből dolgoztak a bibliafordítók).
V. Károly uralkodása alatt a könyvkultúra fényűző méreteket öltött a francia nemesség körében, különösen a királyi ház tagjai hódoltak ennek a szenvedélynek. Az illuminálók bőkezű pártfogója maga a király testvére, Jean de Berry herceg volt. Hatalmas összegeket költött erre a célra, s a legkiválóbb művészeket saját maga számára dolgoztatta. Gótikus kódexei és a drága hóráskönyvek (Livres d'heures) az akkori miniatúrafestészet legszebbjei közé tartoztak. A Bourbonok egészen a 15. század végéig folytatták a Valois-ház hagyományát. III. Fülöp például azt akarta, hogy övé legyen a világ leggazdagabb és legszebb könyvtára („la plus riche et noble librairie du monde”). Egész sereg irodalmárt, fordítót, szépírót és illuminátort foglalkoztatott, közöttük a meglepően termékeny és sokoldalú Aubertet. A Bourbonok könyvtára az egész korszak alatt megőrizte eredeti jellegét, csak gyengén éreztette befolyását az olasz reneszánsz antik-imádata.
A 14. században francia földön volt még egy nagyszerű fejedelmi könyvtár, a pápák könyvtára Avignonban. Az újabb kutatás földerítette az akkori pápai székhely kulturális jelentőségét és kimutatta, hogy a szomszédos országokból a tudósok, az írók, a művészek és az iparosok feltartóztathatatlanul áramlottak ide.
A pápák korábbi római könyvtárának sorsát meglehetős homály fedi. Csak a VIII. Bonifác pápa által 1295-ben készíttetett leltár maradt fenn, eszerint 500 kötet, közöttük 30 görög kódex volt a könyvtár állománya. De az avignoni átköltözéskor az Olaszországban maradt könyvtár tönkrement. Az új gyűjtemény megalapítója, XXII. János pápa sokat szerzett be vétel útján, két utóda viszont még több kéziratot állíttatott elő saját maga. Fontos gyarapodási forrás volt az elbirtoklási jog, mely szerint a pápai udvarban elhalálozott minden egyházi ember hagyatéka a pápai kamaráé lett. Így a kötetek száma idővel másfél ezerre emelkedett. A könyvek megoszlottak a tulajdonképpeni könyvtár, a pápa magánkönyvtára és a tartalékgyűjtemény között, amely az egyházi intézmények könyvellátására szolgált. Sok tekintetben, így a kéziratok fényűző kiállítása tekintetében is, a pápai gyűjtemény V. Károlyéhoz hasonlított, de Avignonban kevesebb volt a szórakoztató irodalom és a fordítás. Tudományos, teológiai és filozófiai művekben való gazdagsága viszont egyvonalba állítja a Sorbonne könyvtárával. A pápai udvar szükségleteinek megfelelően sok jogi és egyház politikai művet tartalmazott.
1250 után alapította Robert de Sorbonne, Szent Lajos káplánja a róla elnevezett s oly híressé vált kollégiumot. Ráhagyta könyvtárát, majd ezt az adományozást oly gyorsan és olyan mértékben követték az ajándékozások, hogy a Sorbonne könyvtára hamarosan túlszárnyalta a párizsi főiskola többi könyvtárát. Egy-egy tudós hagyatéka gyakran több mint száz kötetet tartalmazott, és sok szerző vette fel azt a szokást, hogy eredeti kéziratát elhelyezte a Sorbonne-on. Az ajándékozók sorában németek, angolok, olaszok és spanyolok is voltak. A könyvtár pénzhez jutott örökség útján, továbbá a duplumpéldányok eladásából is: az ilyen összegeket kéziratok megszerzésére és másolói megbízásokra fordíthatták. 1290-ben a könyvtár állománya 1000, 1338-ban már 1700 kötet. Túlnyomórészt teológiai és filozófiai irodalom volt együtt. A kollégium lakóinak kulcsa volt a könyvtárhoz, bejárhattak az egyetem többi tagjai is, de idegeneket csak felügyelet mellett engedtek be. A könyvtár két részből állt: az első részben, pultokhoz láncolva álltak a sokat használt kódexek, számuk meghaladta a háromszázat. A második részt a duplumok és a ritkábban használt könyvek alkották. Ezeket ki is kölcsönözték, gyakran hosszabb időre is; azonban zálogot kértek, ami többnyire egy másik könyv volt. A személyzetet a kollégium tagjai alkották.

## A könyvtáros
A könyvtár kezelője a könyvtáros. Az írástudás hajnalán mágikus hatalmú személy volt, a tudás birtokosa, aki eligazodott a könyvek labirintusában. Később bárki lehetett, aki tudott olvasni és írni, valamint kellő rendszerezési ismereteket szerzett. Sok évszázados kihagyás után ma ismét létezik könyvtártudomány; egyetemen és főiskolán, valamint továbbképzés keretében szaktanfolyamokon is oktatják.

## A könyvtári dokumentum
Könyvtári dokumentum lehet alapvetően minden, a társadalom számára hasznos, nyilvánosságra szánt dokumentum. Így a könyvtárban megtalálhatjuk a könyveken kívül a népszerű folyóiratokat, újságokat; manapság már a digitális technika (cd, dvd) vívmányai is jelentős számban képviseltetik magukat a könyvtárak anyagai között.
A muzeális intézményekről, a nyilvános könyvtári ellátásról és a közművelődésről szóló 1997. évi CXL. törvény értelmében könyvtári dokumentumnak minősül a könyvtár által állományba vett, alap- és kiegészítő feladatai ellátásához szükséges tudományos, oktatási, művészeti, közművelődési vagy történeti értékű könyv, időszaki kiadvány (hírlap, folyóirat), egyéb kiadvány, illetve minden szöveg-, kép-, adat- és hangrögzítés, beleértve a könyvtár állományába vett elektronikus dokumentumokat is, kivéve a levéltári törvény hatálya alá tartozó, irattári jellegű, levéltári anyagnak minősülő dokumentumokat.

## Könyvtártípusok
- Felsőoktatási könyvtár

A 15. század után alakult ki. A filozófiai tudományfelosztás szerint, az egyetemi karoknak, tudományágaknak megfelelően rendezték sorba a könyveket, de egy karon belül lehetséges több tanszéki könyvtár működtetése is. A felsőoktatási könyvtárak gyakran nyilvános könyvtárak is egyben, ilyen például az Eötvös Loránd Tudományegyetem könyvtára.
- Iskolai könyvtár

A felsőoktatási könyvtárak mintájára alakultak ki az általános iskolai és középiskolai könyvtárak. Gyűjteményük kicsi, könnyen áttekinthető. Az 1920-as években Klebelsberg kultúrpolitikája és az általános tankötelezettség bevezetésével nőtt a jelentőségük.
- Nemzeti könyvtár

A 18. század körül kezdtek kialakulni. Van, amit kifejezetten nemzeti könyvtár céljára alapítottak (ilyen például a British Library), de gyakran a királyi könyvtár, vagy annak egy része szolgált a nemzeti könyvtár alapjául. Magyarországon gróf Széchényi Ferenc nagybirtokos felajánlása és a kötelespéldány-rendelet adta az alapot a nemzeti könyvtár létrehozására.
- Közművelődési könyvtár

A 19. században alakultak ki a nagyközönségnek szánt kisebb könyvtárak. A porosz típusú közművelődési könyvtárban a gyűjtemény van központi helyen, míg az úgynevezett a közkönyvtárban (angolul public library) a használat, a több példányos beszerzés, a könyvtári szolgáltatások vannak a központban. Az első magyar közkönyvtár a Fővárosi Szabó Ervin Könyvtár volt.
- Szakkönyvtár

A szakkönyvtárak felhasználói képzett, illetve éppen hallgató szakemberek. Specifikus igényeiknek megfelelően a gyűjteményt is egyetlen tárgy köré csoportosítják. Ilyen például a Hadtörténeti Múzeum és Levéltár.
- Börtönkönyvtár, kórházi könyvtár
- Egyházmegyei könyvtár
- Magánkönyvtár

## A könyvtárak csoportosítása

### Gyűjtőkörük szerint

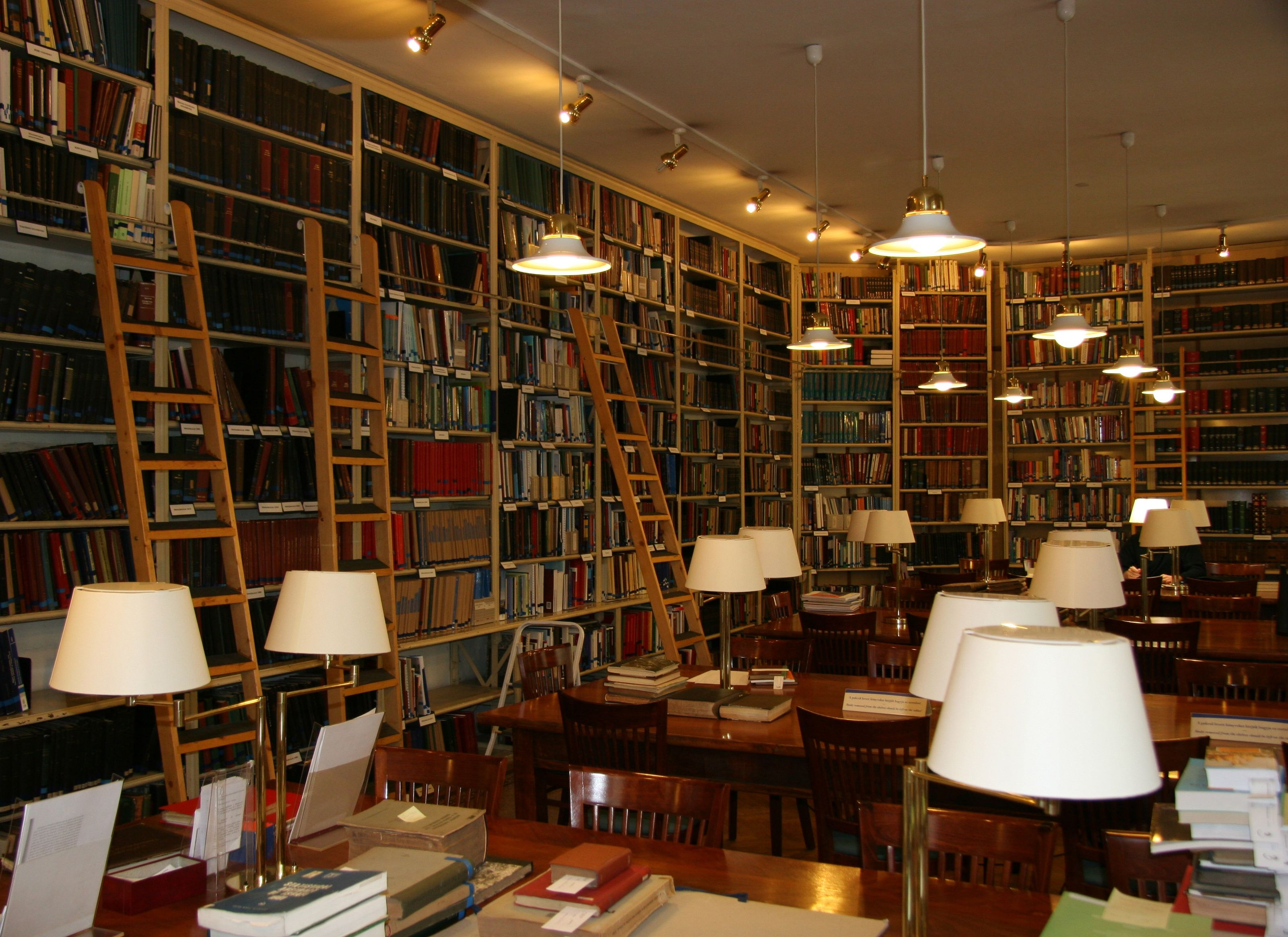
A KSH Könyvtár statisztikai szakolvasója

- tudományos szakkönyvtár (például műszaki könyvtár), kutatókönyvtár
- letéti könyvtár
- gyermekkönyvtár

A nemzeti könyvtár őrzi az összes könyvtári dokumentumot, amelyeket (egy adott időponttól fogva) az országban kiadtak. A nemzeti könyvtár javára kötelespéldányokat kell beszolgáltatnia a kiadónak. Magyarországon a nemzeti könyvtár az Országos Széchényi Könyvtár (OSZK).

### Használatuk szerint
- nyilvános könyvtár
- korlátozottan nyilvános könyvtár
- zárt gyűjtemény
- kölcsönkönyvtár vagy nem kölcsönző könyvtár

## Az első magyarországi könyvtárak
Hazánkban a 18. század második feléig csak magán könyvgyűjtemények léteztek, ezeket azonban a közönség nem látogathatta. A leghíresebb ilyenek:
- Mátyás király,
- Zrínyi Miklós,
- II. Rákóczi Ferenc,
- Bercsényi Miklós,
- a Nádasdy család, valamint

egyes kolostorok, illetve főpapok gyűjteményei voltak, mint például:
- a kalocsai székesegyházi könyvtárat Patachich Ádám érsek alapította 1784-ben, 15 000 kötettel.

Nem véletlen, hogy az első nyilvános könyvtárakat is felvilágosult főpapok hozták létre:
- Klimó György pécsi püspök püspöki székhelyén egyetemet szeretett volna létrehozni; a könyveket eredetileg az egyetem tudományos munkájának támogatására gyűjtötte. Az egyetem alapítására nem kapott engedélyt, de 1774-ben 15 ezer kötetes gyűjteményt bocsátott a tanulni vágyók rendelkezésére. Ez volt Magyarország első közkönyvtára.
- Eszterházy Károly egri püspök alapította az egri főegyházmegyei könyvtárat, amit 1793. december 28-án, 20 000 kötettel nyitották meg.
- Az ország harmadik, nyilvános könyvtára a Batthyány Ignác alapította gyulafehérvári könyvtár lett; ez 1798. július 31-én alakult meg hivatalosan 30 000 kötettel.

## Híres külföldi könyvtárak
- British Library
- National Libraries of Europe
- National Libraries of the World
- Dr. Oetker bibliotéka
- Bibliothèque nationale de France
- Bibliothèque Centre Pompidou
- Die Deutsche Bibliothek
- Bibliotheksverbund Bayern
- Südwestdeutscher Bibliotheksverbund
- Digitalen Bibliothek NRW
- Karlsruher Virtueller Katalog
- Österreichische Bibliotheken
- Library of Congress
- New York Public Library
- Cleveland Public Library
- YALE University Library
- IRIS: Rutgers University Libraries' Information System
- Bibliothèque Quebec

### Online könyvtárak
- A Europeana, az Európai Unió online könyvtárában több mint 2 millió digitalizált tétel található[1]
- A Google könyvtára állítása szerint 2008-ban 7 millió könyv digitalizált másolatából állt[1]
- A Microsoft 2008-ig 750 000 kötetet digitalizált[1]

## A könyvtárhasználat jogi kérdései

### A másolatkészítés joga
A szerzői jogról szóló 1999. évi LXXVI. törvényből: 
A mű nem üzletszerű felhasználása a szabad felhasználás körébe tartozik, ha az kizárólag a fogyatékos személyek – fogyatékosságukkal közvetlenül összefüggő – igényeinek kielégítését szolgálja, és nem haladja meg a cél által indokolt mértéket.
Természetes személy magáncélra a műről másolatot készíthet, ha az jövedelemszerzés vagy jövedelemfokozás célját közvetve sem szolgálja. E rendelkezés nem vonatkozik az építészeti műre, a műszaki létesítményre, a szoftverre és a számítástechnikai eszközzel működtetett adatbázisra, valamint a mű nyilvános előadásának kép- vagy hanghordozóra való rögzítésére. Kotta reprográfiával ... sem többszörözhető.
Nyilvános szolgáltatásokat nyújtó könyvtár, iskolai oktatás célját szolgáló intézmény, muzeális intézmény, levéltár, valamint kép- és hangarchívum – vállalkozási tevékenységen kívüli – belső intézményi célra a célnak megfelelő módon és mértékben készíthet a műről másolatot, ha az jövedelemszerzés vagy jövedelemfokozás célját közvetve sem szolgálja, és
- tudományos kutatáshoz szükséges,
- saját példányról archiválásként tudományos célra vagy a nyilvános könyvtári ellátás céljára készül,
- megjelent mű kisebb részéről, illetve újság- vagy folyóiratcikkről készül, vagy
- külön törvény azt kivételes esetben, meghatározott feltételekkel megengedi.